# Fine and Mellow
Fine and Mellow è il quarantasettesimo album della cantante jazz Ella Fitzgerald, pubblicato dalla Pablo Records nel 1979.
L'album fu registrato cinque anni prima della sua pubblicazione.

## Tracce
Lato A
1. Fine and Mellow (Billie Holiday) – 6:05
2. I'm Just a Lucky So-and-So (Mack David, Duke Ellington) – 6:35
3. I Don't Stand a Ghost of a Chance with You (Bing Crosby, Ned Washington, Victor Young) – 5:01
4. Rockin' in Rhythm (Harry Carney, Ellington, Irving Mills) – 6:00

Lato B
1. I'm in the Mood for Love (Dorothy Fields, Jimmy McHugh) – 3:15
2. 'Round Midnight (Bernie Hanighen, Thelonious Monk, Cootie Williams) – 4:37
3. I Can't Give You Anything But Love (Fields, McHugh) – 4:10
4. The Man I Love (George Gershwin, Ira Gershwin) – 6:45
5. Polka Dots and Moonbeams (Johnny Burke, Jimmy Van Heusen) – 5:03